# Brouwerij De Meyer

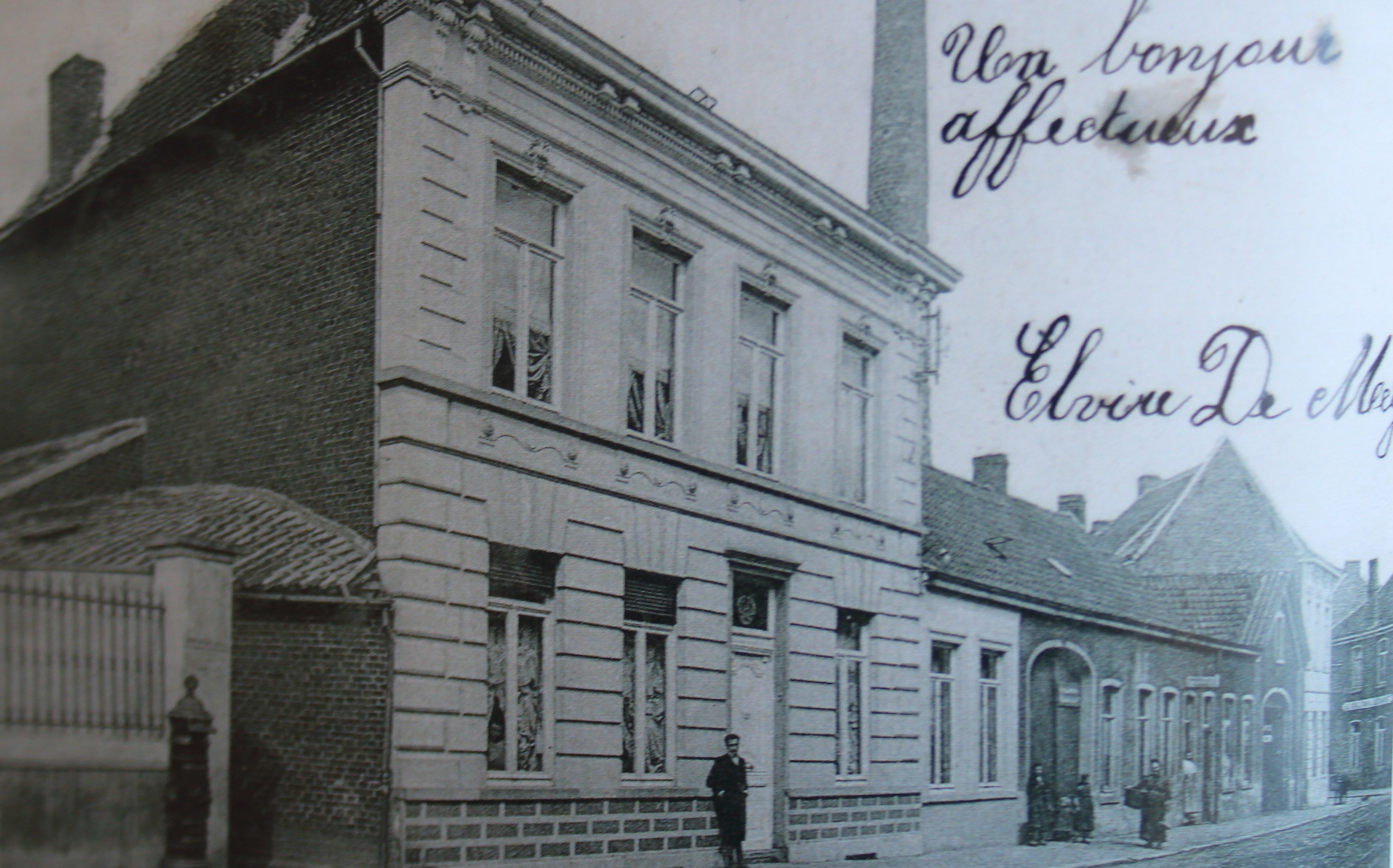
Brouwerij De Meyer

Brouwerij De Meyer is een voormalige brouwerij te Zottegem en was actief van eind 19e eeuw tot 1966.

## Geschiedenis
Brouwerij De Meyer was de grootste van de Zottegemse brouwerijen en was gelegen in de Léonce Roelsstraat.

## Bieren[3]
- Blonde
- De Meyer
- Export
- Extra
- Fort-Op
- Meyer Pils
- Pils
- Speciaal
- Super
- Unic-Ale
- Vieille Bière de Sottegem

## Afbeeldingen

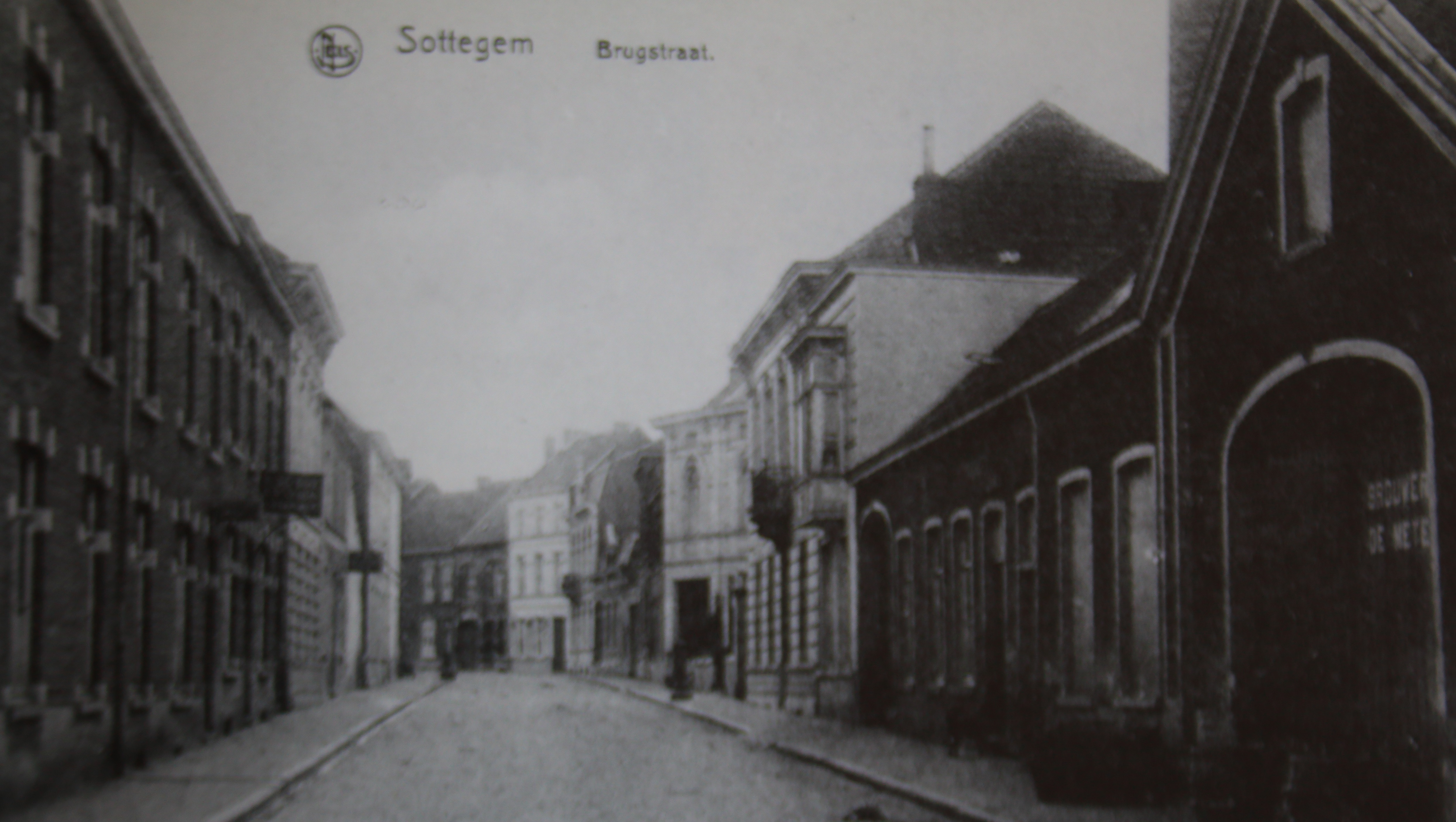
Brouwerij De Meyer (rechts vooraan) rond 1910-1912
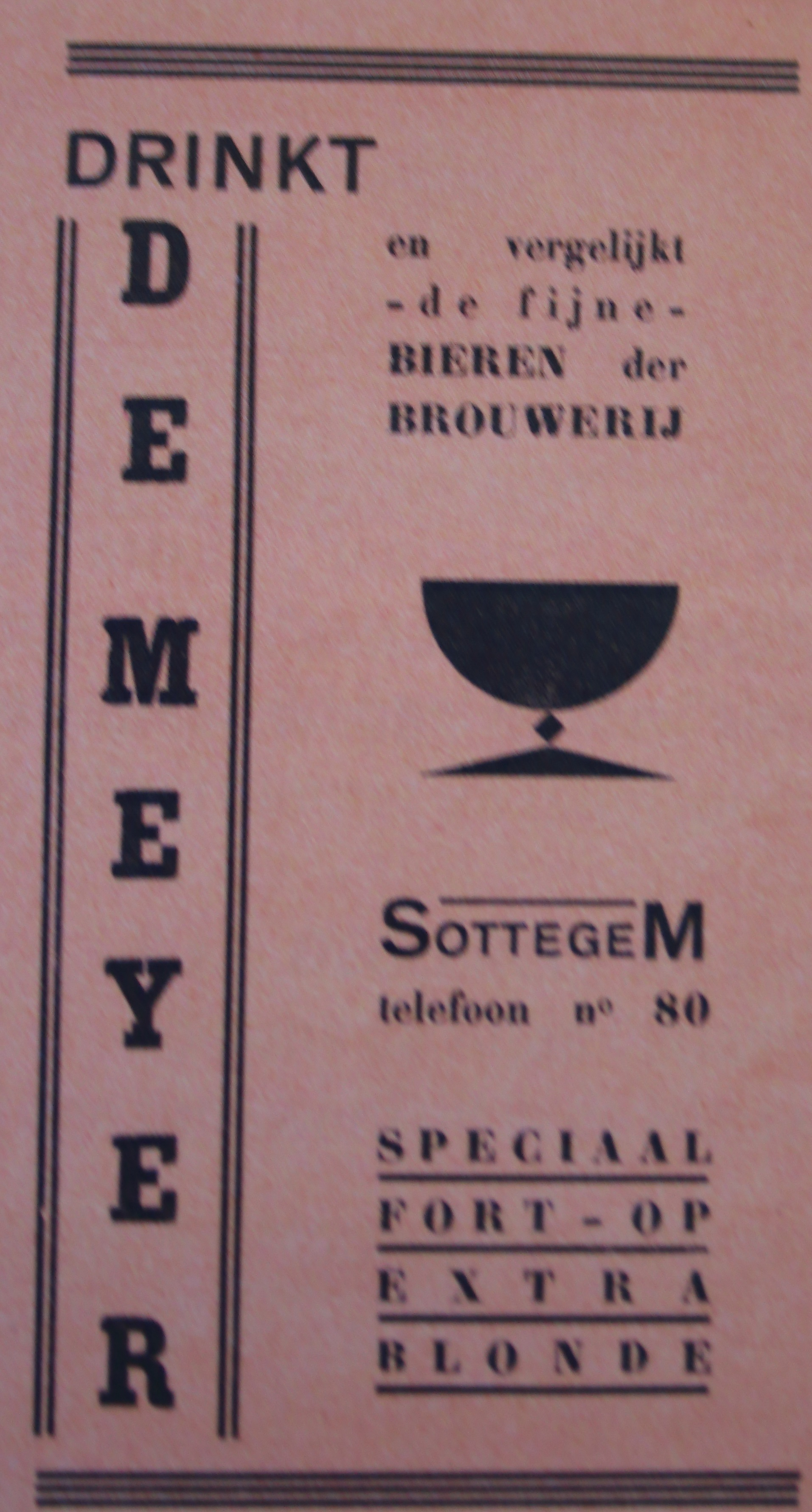
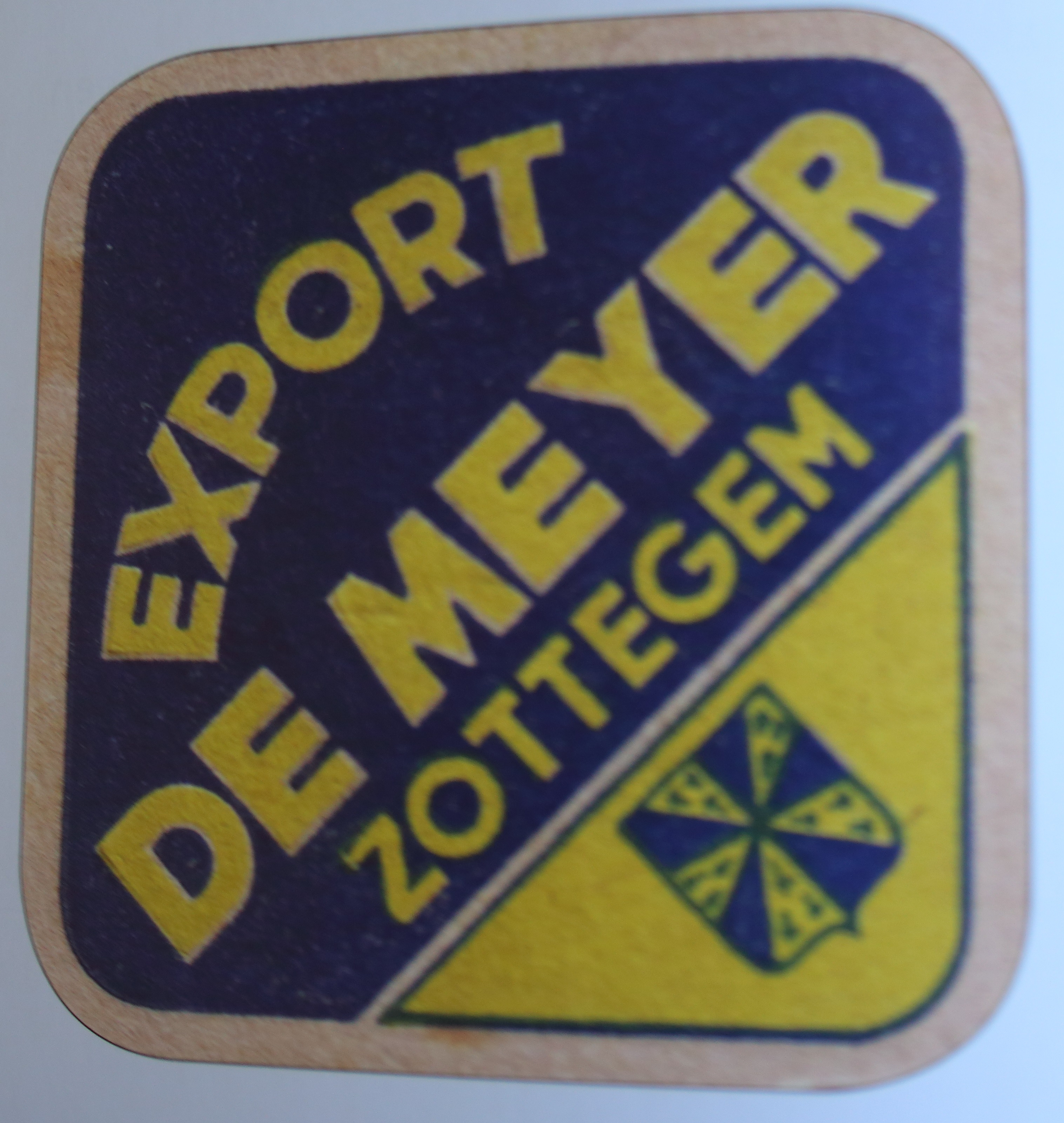